# Петропавловка (Софиевский район)
Петропавловка (укр. Петропавлівка) — село, Жовтневый сельский совет,
Софиевский район, Днепропетровская область, Украина.
Население по переписи 2001 года составляло 146 человек .

## Географическое положение
Село Петропавловка находится на левом берегу реки Базавлучек,
выше по течению на расстоянии в 6 км расположено село Приют (Никопольский район),
ниже по течению на расстоянии в 6 км расположено село Славянка (Апостоловский район),
на противоположном берегу — село Украинка.
Река в этом месте пересыхает, на ней сделано несколько запруд.

## Транспорт
Рядом находится остановочный пункт "Платформа 332 км" Криворожской дирекции Приднепровской железной дороги.